# Lipa Serbska
Lipa Serbska, полное наименование — Lipa Serbska. Časopis młodych Serbow (Липа сербская. Журнал для молодых сербов) — литературный серболужицкий журнал, выходивший с 1876 года по 1881 год. В отличие от выходившего в это же время литературного журнала «Łužičan», придерживавшегося консервативного направления, авторы журнала «Lipa Serbska» принадлежали к патриотическому движению, представители которого называли себя «младосербами». На страницах журнала печатались преимущественно члены пражского студенческого братства «Сербовка» и представители будишинского общества «Lubina».

## История
Одним из основателей журнала был Якуб Барт-Чишинский, который во время первой схадзованки, состоявшейся 6 августа 1875 года, предложил создать журнал, в котором печатались бы молодые серболужицкие авторы. Главным редактором нового журнала, первый номер которого вышел в 1876 году, стал Арношт Мука. В 1877 году во время проведения схадзованки, которая состоялась в деревне Букецы, Арношт Мука договорился с Яном Смолером печатать журнал в его собственной типографии в Будишине. С 1878 по 1880 год из-за материальных проблем редактированием журнала занимался Ян Смолер. Потом он передал журнал Якубу Барту-Чишинскому. Последним редактором был Ян Арношт Голан, который в 1878 году переехал в Российскую империю.
Журнал приобрёл популярность среди лужичан, что привело к падению тиража журнала «Łužičan». После того, как Ян Арношт Смолер отошёл от издательской и редакторской деятельности, Арношт Мука и Якуб Барт-Чишинский на основе этих двух журналов стали издавать с 1882 года новый литературный журнал под наименованием «Łužiса» (издавался до 1937 года).